# مديرية بهري
مديرية بهري هي إحدى المديريات الأربعة عشر في النيبال. تقع غرب الدولة، وهي تتبع إقليم المنطقة التنموية الغربية الوسطى.